# Croma-zin
Een croma-zin, genoemd naar een reclame voor het bakproduct Croma, is een Nederlandse zin die een voorwaardelijke bijzin bevat zonder gebruik van een van de voegwoorden 'als' of 'dan', met inversie in de hoofdzin.
De standaardvorm voor een voorwaardelijke bijzin in het Nederlands is met 'als ... dan':
Als het morgen regent, dan blijf ik thuis.
Al eeuwenlang is het zo dat 'als' dan wel 'dan' hier weg kan worden gelaten:
Als het morgen regent, blijf ik thuis.
Regent het morgen, dan blijf ik thuis.
De croma-zin ontstaat als beide tegelijk worden weggelaten:
Regent het morgen, blijf ik thuis.
Hoewel taalkundigen voorbeelden hebben gevonden die teruggaan tot het Middelnederlands, is de croma-zin lange tijd een zeldzaamheid gebleven. In het laatste kwart van de 20e eeuw begon de constructie echter aan een opmars. De constructie is genoemd naar een slagzin uit de Croma-reclame: Houd je van vlees, braad je in Croma. Deze reclame komt uit de jaren 80 van de twintigste eeuw, en is dus niet de veroorzaker maar wel symptomatisch voor de opmars van het type.
Opvallend is, dat er (in de spreektaal) nog een tweede constructie bestaat, waarin op dezelfde wijze twee zinnen aan elkaar worden gekoppeld. Hierbij is er juist sprake van een soort tegenstelling, waarover verbazing of ergernis wordt uitgesproken:
Zijn we eindelijk in Parijs, regent het de hele dag!
Eis je een gezonde maaltijd, sta je vervolgens buiten te roken!
Het verschil tussen beide typen zinnen zit in het accent en de toonhoogte, die vooral bij het tweede type opvallend zijn.